# I Doozers
I Doozers (The Doozers) è una serie animata statunitense-canadese prodotta da The Jim Henson Company e DHX Studios Halifax.

## Trama
Nella comunità autosufficiente di Doozer Creek, situata al di là della vista degli umani, lo spettacolo si concentra sulla Doozer Pod Squad (composta da Daisy Wheel, Flex, Spike e Mollybolt).

## Doppiaggio
| Personaggio | Doppiatore originale | Doppiatore italiano |
| ----------- | -------------------- | ------------------- |
| Daisy Wheel | Millie Davis         | Antonella Baldini   |
| Flex        | Trek Buccino         |                     |
| Spike       | Jacob Ewaniuk        |                     |
| Mollybolt   | Jenna Warren         |                     |